# USS Altamaha (CVE-18)
USS Altamaha CVE-18 (nguyên mang ký hiệu AVG-18, sau đó lần lượt đổi thành ACV-18, CVE-18, và CVHE-18), là một tàu sân bay hộ tống thuộc lớp Bogue của Hải quân Hoa Kỳ trong Chiến tranh Thế giới thứ hai. Nó tham gia vận chuyển máy bay và tuần tra chống tàu ngầm tại Mặt trận Thái Bình Dương, và sau khi chiến tranh kết thúc, đang khi trong lực lượng dự bị, nó được xếp lại lớp thành một tàu sân bay trực thăng hộ tống trước khi bị tháo dỡ tại Nhật Bản năm 1961.

## Thiết kế và chế tạo
Altamaha được đặt lườn vào ngày 19 tháng 12 năm 1941 như là một tàu vận tải (ký hiệu lườn tàu 235) theo hợp đồng của Ủy ban Hàng hải Hoa Kỳ với hãng Seattle-Tacoma Shipbuilding tại Tacoma, Washington. Altamaha được hạ thủy vào ngày 25 tháng 5 năm 1942; được đỡ đầu bởi Bà Thomas S. Combs, phu nhân Trung tá Hải quân Combs, chỉ huy USS Casco (AVP-12); và được đưa ra hoạt động vào ngày 15 tháng 9 năm 1942 dưới quyền chỉ huy của Thuyền trưởng, Đại tá Hải quân R. Tate.
Con tàu được đặt tên theo con sông Altamaha tại Georgia.

## Lịch sử hoạt động

### 1942
Sau những đợt chạy thử máy ngoài biển ngắn, Altamaha lên đường vào ngày 27 tháng 10 năm 1942 hướng đến San Diego, California, cùng với tàu khu trục Kendrick. Trong khi trên đường đi, Kendrick phát hiện một tàu ngầm và cho rằng thủy thủ của nó đã trông thấy ba quả ngư lôi được phóng hướng về chiếc tàu sân bay hộ tống. Tuy nhiên, Không có ai trên Altamaha trông thấy quả ngư lôi nào. Chuyến đi tiếp tục diễn ra bình yên, và các con tàu đến được San Diego vào ngày 31 tháng 10. Sau đó Altamaha nhận lên tàu máy bay và hành khách rồi lên đường vào ngày 3 tháng 11 trong đoàn tàu vận tải hướng sang khu vực Tây Nam Thái Bình Dương.
Đi đến Espiritu Santo vào ngày 24 tháng 11, nó chuyển giao một phần hàng hóa rồi lại tiếp tục đi đến New Caledonia. Nó đến Nouméa vào ngày 28 tháng 11, và bắt đầu một giai đoạn huấn luyện thực tập cùng các hoạt động bay. Chiếc tàu sân bay quay về Espiritu Santo vào ngày 30 tháng 12.

### 1943
Altamaha rời Espiritu Santo hướng đến quần đảo Fiji, và đến Nadi vào ngày 13 tháng 1 năm 1943 bắt đầu một giai đoạn hoạt động huấn luyện khác. Vào đầu tháng 2, nó ghé qua Funafuti thuộc quần đảo Ellice chuyển hàng hóa và nhân sự lên bờ. Chiếc tàu sân bay tiếp tục hành trình hướng về Hawaii và đến Trân Châu Cảng vào ngày 10 tháng 2. Tại đây, máy bay và nhân sự của Liên đội Không lực 11 được đưa lên tàu, và nó lên đường hướng đến Fiji vào ngày 19 tháng 2. Nó đến Nadi ngày 28 tháng 2, chuyển giao số hàng hóa trước khi quay trở lại quần đảo Hawaii.
Sau một chặng dừng ngắn tại Trân Châu Cảng, Altamaha lên đường vào ngày 9 tháng 3 với những máy bay thay thế dành cho các tàu sân bay của Hạm đội Thái Bình Dương. Nó ghé lại đảo Palmyra vào ngày 15 tháng 3 trước khi tiếp tục hướng đến đảo Johnston chuyển nhân sự không lực Thủy quân Lục chiến vào ngày 17 tháng 3, rồi ghé đến đảo san hô Midway ba ngày sau đó trước khi quay trở lại Hawaii. Nó chỉ ở lại Trân Châu Cảng trong ngày 23 tháng 3 trước khi tiếp tục đi đến Bờ Tây Hoa Kỳ.
Altamaha về đến San Diego vào ngày 1 tháng 4, bắt đầu một giai đoạn kéo dài ba tháng rưỡi hoạt động bay ngoài khơi bờ biển California luân phiên với việc bảo trì tại San Diego. Vào ngày 13 tháng 7, nó nhận máy bay tại căn cứ không lực hải quân ở Alameda, California, rồi lên đường ba ngày sau đó hướng sang Australia, đến Brisbane vào ngày 3 tháng 8. Sau chuyến viếng thăm Fremantle, Western Australia kéo dài 10 ngày, nó lên đường vào ngày 16 tháng 8 hướng sang Ấn Độ, và đến Karachi vào ngày 28 tháng 8 để chuyển giao 29 máy bay Không lực Lục quân Hoa Kỳ.
Vào ngày 2 tháng 9, chiếc tàu sân bay thực hiện hành trình quay ngược về Australia, đến Melbourne vào ngày 18 tháng 9, và sau ba ngày nghỉ ngơi và bảo trì tại đây, nó tiếp tục lên đường hướng về bờ Tây Hoa Kỳ., Nó đi vào Xưởng hải quân Mare Island ở Vallejo, California vào ngày 8 tháng 10 để đại tu.
Altamaha tiến hành chạy thử máy ngoài biển vào ngày 8 tháng 11 trước khi ghé lại Alameda một thời gian ngắn để nhận máy bay thay thế, và lên đường vào ngày 13 tháng 11 hướng sang Brisbane, đến nơi vào ngày 30 tháng 11 để giao số máy bay. Nó rời nơi đây vào ngày 4 tháng 12 để quay về nhà. Sau khi về đến San Diego vào ngày 21 tháng 12, nó bắt đầu một giai đoạn huấn luyện chuẩn nhận bay và sửa chữa.

### 1944
Altamaha lên đường đi Trân Châu Cảng vào ngày 22 tháng 3 năm 1944, và đến nơi vào ngày 28 tháng 3 để nhận lên tàu Phi đội Tổng hợp 6 (VC-6) để chuyển đến khu vực hoạt động cách 480 km (300 dặm) về phía Đông quần đảo Marshall. Chiếc tàu sân bay được chọn làm hạt nhân của Đội Đặc nhiệm 11.1, và rời Hawaii cùng bốn tàu khu trục hộ tống vào ngày 30 tháng 3. Lực lượng này đi đến khu vực được phân công vào ngày 3 tháng 4 bắt đầu nhiệm vụ tuần tra. Đội Đặc nhiệm báo cáo đã tiếp xúc với hai tàu ngầm đối phương nhưng không thể tiêu diệt hay gây hư hại cho cả hai. Họ phải rút lui về đảo san hô Majuro vào ngày 8 tháng 4 để tiếp nhiên liệu cho các tàu khu trục hộ tống.
Các con tàu lại lên đường vào ngày 11 tháng 4 thực hiện nhiệm vụ tuần tra chống tàu ngầm thứ hai. Altamaha là mục tiêu của một cuộc tấn công bằng ngư lôi vào ngày 15 tháng 4 nhưng đã lẩn tránh thành công cả bốn quả ngư lôi bắn ra. Thời gian còn lại của chuyến tuần tra không gặp sự cố gì khác cho đến khi Đội Đặc nhiệm 11.1 được thay phiên vào ngày 18 tháng 4 để quay về Trân Châu Cảng. Sau một giai đoạn bảo trì ngắn tại vùng biển Hawaii, chiếc tàu sân bay quay trở lại Majuro vào đầu tháng 5 và hoạt động chống tàu ngầm ngoài khơi quần đảo Marshall trong nhiều ngày trước khi quay trở về Trân Châu Cảng vào ngày 11 tháng 5.
Sau hai ngày nghỉ ngơi tại Hawaii, Altamaha lên đường quay về Bờ Tây Hoa Kỳ. Đến Alameda vào ngày 18 tháng 5, nó đi vào xưởng tàu của hãng United Engineering Company để sửa chữa và cải biến. Nó hoạt động trở lại vào ngày 31 tháng 5, chất đầy máy bay và phụ tùng hướng đến Hawaii.
Sau khi giao số hàng trên tại Trân Châu Cảng, Altamaha quay trở về Alameda rồi tiếp tục đi đến San Diego, nơi nó đến vào ngày 19 tháng 6, và trải qua hai ngày nhận lên tàu nhân sự và thiết bị trước khi rời California vào ngày 21 tháng 6 hướng sang New Hebrides. Nó đi đến Espiritu Santo vào ngày 7 tháng 7, chất dỡ số hàng hóa rồi lại lên đường vào ngày 12 tháng 7 hướng đến Morobe, New Guinea, đến nơi vào ngày 16 tháng 7. Sau khi tiếp tục ghé qua Langemak, New Guinea, và cảng Seeadler trên đảo Manus, Altamaha quay về đến Espiritu Santo vào ngày 25 tháng 7. Từ đây nó còn thực hiện một chuyến đi khác đến cảng Seeadler và Guadalcanal; nó rời New Hebride vào ngày 10 tháng 8 quay trở về Hawaii.
Altamaha dừng tại Trân Châu Cảng trong hai ngày, rồi tiếp tục quay trở về San Diego. Nó trải qua bốn ngày tại đây trước khi khởi hành đi sang Trân Châu Cảng. Nó rời vùng biển Hawaii vào ngày 8 tháng 9, ghé qua đảo Emirau và cảng Seeadler rồi quay về San Diego, đến nơi vào ngày 6 tháng 10. Chiếc tàu sân bay trải qua ba tuần lễ hoạt động tại chỗ trước khi lên đường vào ngày 26 tháng 10 cho một chuyến đi khác về phía Tây.
Altamaha dừng tại Trân Châu Cảng trong ba ngày, rồi lên đường hướng đến Eniwetok cùng với phi công và máy bay thay thế. Ngày 15 tháng 11, nó đến Ulithi, rồi tiến hành các hoạt động bay ngoài khơi Ulithi cho đến ngày 14 tháng 12, khi nó lên đường hướng đến khu vực tiếp tế cho Đệ Tam hạm đội Hoa Kỳ. Vào ngày 16 tháng 12, nó gia nhập Đội Đặc nhiệm 30.8 trong vùng biển Philippine, và vào ngày hôm sau bắt đầu chuyển phi công sang tàu khu trục Buchanan. Tuy nhiên, biển động mạnh đã buộc nó phải hủy bỏ hoạt động trên. Sáng sớm ngày 18 tháng 12, cơn nhiễu loạn thời tiết đã phát triển thành một cơn bão hung hãn. Đến 09 giờ 00, chiếc tàu sân bay bị chòng chành nặng nề và bị lật nghiêng cho đến 25-30 độ ở cả hai bên mạn. Một giờ sau, tầm nhìn chỉ còn bằng không, và nó từ bỏ mọi nỗ lực cố gắng trực chiến. Gần một nửa số máy bay mà Altamaha mang theo bị giật khỏi dây neo và rơi xuống biển. Con tàu còn phải chịu đựng ngập nước ở hầm thang nâng phía trước. Mãi đến 16 giờ 00, thời tiết mới được cải thiện và con tàu lấy lại thăng bằng. Không lâu sau nó gặp gỡ được các đơn vị khác của Đội Đặc nhiệm 30.8.
Trong khi chiếc tàu sân bay hộ tống gánh chịu hư hại vật chất đáng kể, nó không bị tổn thất nhân mạng nào, và đã có thể tiếp nối hoạt động tiếp tế vào ngày 19 tháng 12.

### 1945
Altamaha tiếp tục hoạt động cùng với đội tiếp tế cho đến đầu tháng 2 năm 1945. Trong thời gian này, nó phục vụ cho các đơn vị của Đệ Tam hạm đội tại vùng biển Philippines, từng ghé qua Guam, Manus và Ulithi. Ngày 15 tháng 2, nó về đến Trân Châu Cảng.
Altamaha tiếp tục hướng về Bờ Tây, đến Alameda vào ngày 26 tháng 2. Nó đi vào Xưởng hải quân Hunters Point vào ngày 3 tháng 3 để bảo trì thường lệ, và cũng để sửa chữa một trong những chân vịt bị hư hại trong cơn bão. Chiếc tàu sân bay rời xưởng tàu ngày 14 tháng 3, và bắt đầu cho chất lên máy bay, đạn dược và tiếp liệu để chở đến Trân Châu Cảng.
Trong những tháng còn lại của chiến tranh, Altamaha phục vụ chuyên chở từ Alameda, San Diego, và Trân Châu Cảng đến nhiều điểm khác nhau tại Thái Bình Dương, bao gồm Guam, Saipan, Eniwetok, Kossol Roads và Samar.

### Sau chiến tranh
Sau khi chiến sự kết thúc vào giữa tháng 8, Altamaha quay trở về Bờ Tây để sửa chữa và đại tu tại Xưởng hải quân Hunters Point. Nó tiến hành chạy thử máy vào giữa tháng 10 rồi lên đường hướng sang Trân Châu Cảng vào ngày 22 tháng 10. Con tàu được giao nhiệm vụ "Magic-Carpet" nhằm hồi hương nhân sự và thiết bị suốt khu vực Thái Bình Dương quay trở về Hoa Kỳ.
Vào ngày 15 tháng 1 năm 1946, Altamaha lên đường quay trở về Tacoma, Washington. Tại đây con tàu được cho ngừng hoạt động và chuyển về lực lượng dự bị vào ngày 27 tháng 9 năm 1946. Đang khi nằm trong lực lượng dự bị, nó được xếp lại lớp như một tàu sân bay trực thăng hộ tống (CVHE-18) vào ngày 12 tháng 6 năm 1955, trước khi bị rút khỏi danh sách Đăng bạ Hải quân vào ngày 1 tháng 3 năm 1959. Nó được bán vào ngày 25 tháng 4 năm 1961 cho hãng Eisenberg & Co. tại thành phố New York, và được tháo dỡ vào cuối năm đó tại Nhật Bản.

## Phần thưởng
Altamaha được tặng thưởng một Ngôi sao Chiến đấu do thành tích phục vụ trong Thế Chiến II.